# Reelmäjärvi
Reelmäjärvi är en sjö i kommunen Raumo i landskapet Satakunta i Finland. Sjön ligger 14,5 meter över havet. Arean är 51 hektar och strandlinjen är 5,75 kilometer lång. Sjön  ingår i Bottenhavets kustområde.   Den ligger omkring 49 kilometer söder om Björneborg och omkring 210 kilometer nordväst om Helsingfors. 